# Saint-Martin-le-Beau
Saint-Martin-le-Beau település Franciaországban, Indre-et-Loire megyében. Lakosainak száma 3193 fő (2022. január 1.). Saint-Martin-le-Beau Amboise, Athée-sur-Cher, Azay-sur-Cher, Dierre, Lussault-sur-Loire és Montlouis-sur-Loire községekkel határos.

## Népesség
A település népessége az elmúlt években az alábbi módon változott:
| Lakosok száma | 1220 | 2051 | 2427 | 2606 | 3195 | 3165 | 3156 | 3181 | 3169 | 3193 |
|               | 1968 | 1982 | 1990 | 2006 | 2013 | 2015 | 2017 | 2019 | 2020 | 2022 |